# Don Chisciotte (film 1933 francese)
Don Chisciotte (Don Quichotte) è un film del 1933 diretto da Georg Wilhelm Pabst. È la versione francese di Don Chisciotte. Il film è stato girato con parte del cast della versione britannica.

## Trama
Nella Spagna del 1600, Alonso Quijano, un gentiluomo di campagna ossessionato dalla lettura di romanzi cavallereschi, decide di abbandonare la sua vita ordinaria per trasformarsi in Don Chisciotte, un cavaliere errante dedito alla giustizia e alla difesa dei deboli. Con l'aiuto del suo fedele scudiero Sancho Panza, parte alla ricerca di avventure, convinto che il mondo sia popolato da pericoli, cavalieri malvagi e dame bisognose di soccorso. La sua fervida immaginazione lo porta a vedere giganti dove vi sono solo mulini a vento e a sfidare briganti credendoli nobili avversari. Durante il suo viaggio, Don Chisciotte incontra una serie di personaggi che si approfittano della sua ingenuità o cercano invano di ricondurlo alla ragione. Tra questi, una locandiera, che lui scambia per la principessa Dulcinea del Toboso, e alcuni nobili che, per divertimento, alimentano le sue illusioni. Le sue gesta si alternano tra momenti di ingenua grandezza e situazioni grottesche, creando un racconto in bilico tra ironia e malinconia. La crescente disillusione del protagonista si scontra con la realtà di un mondo che non riconosce più i valori cavallereschi, portandolo verso un epilogo che riflette il tono amaro e riflessivo dell'opera.

## Produzione
Il film fu prodotto dalla Nelson Film e Vandor Film.

## Distribuzione
Distribuito dalla Pathé Consortium Cinéma, il film uscì in prima a Bruxelles il 16 marzo 1933. Venne poi presentato il 26 marzo a Parigi.